# Allah Rakha (película de 1987)
Allah Rakha (punyabi: الله راكها Eid-ul-Fittar) es una película paquistaní de acción dirigida y escrita por Masood Butt, coproducida por Mehmood Butt, bajo la bandera de la producción Pakistán. Es una secuela del clásico de culto.
El elenco revelado incluye a Sultán Rahi interpretando el papel principal junto a Anjuman, Yousuf Khan, y Talish.

## Reparto
| Actor              | Personaje        |
| ------------------ | ---------------- |
| Yousuf Khan        | Allah Rakha      |
| Anjuman            | Balli            |
| Sultán Rahi        | Kamru            |
| Talish             | Molve Sab        |
| Talat Suddiqi      | Madre            |
| Nida Mumtaz        | Hermana          |
| Zamurrad           | Zanib            |
| Naela              | Gulsan           |
| Imdad              |                  |
| Ilyas Kashmiri     | Teja             |
| Saawan             |                  |
| Zahir Shah         |                  |
| Nasrullah Butt     |                  |
| Majeed Zarif       |                  |
| Manir Zarif        |                  |
| Jagi Malik         |                  |
| Changezi           |                  |
| Khalid Saleem Mota |                  |
| Taya Barkhat       |                  |
| Abo Shah           |                  |
| Khawar Abbas       |                  |
| Ibraar             |                  |
| Saleem Hassan      |                  |
| Sahil Suddiqi      |                  |
| Haider Abbas       |                  |
| Zaman              |                  |
| Ilyas Kashmiri     | Karnal Sher Khan |
| Rehan              |                  |
| Anwar Mujeed       |                  |
| Neemo              |                  |

## Música
| Título                        | Intérprete  |
| ----------------------------- | ----------- |
| Aj Mera Mahi Sher Wangun      | Noor Jahan  |
| Aj Mera Chan Mahi Natt        | Noor Jahan  |
| Jind Azlan Toun Lai Tere Naam | Noor Jahan  |
| Mere Seene Wich Quran         | Noor Jahan  |
| Kahnon Marni Aein             | Noor Jahan  |
| Nabi De Ghulam Assee          | Shoukat Ali |